# Convento di Santa Maria delle Grazie (Ghedi)
Il convento di Santa Maria delle Grazie è stato un ente religioso francescano sorto a Ghedi, in provincia di Brescia, fondato attorno alla seconda metà del XV secolo. 
Eretto e finanziato dalla stessa comunità ghedese con il fine di essere donato ai padri francescani dell'osservanza, ha rivestito notevole importanza nel contesto locale e soprattutto nel corso del Settecento, quando fu promossa l'istituzione in loco di una confraternita per la gestione delle indulgenze.
Di quello che era il complesso religioso nella sua interezza, peraltro, costituito da chiostri, celle dei monaci e refettorio resta soltanto la cascina colonica denominata Santa Maria, costruita proprio sull'ex convento, e la cinta muraria quattrocentesca.

## Storia e descrizione

### Origine del convento
L'anno in cui i lavori per costruzione del complesso furono avviati è argomento di discussione:
Se si dovesse ipotizzare una data plausibile, tuttavia, questa sarebbe il 1465, come riportato anche dal religioso bresciano Baldassarre Zamboni con una certa sicurezza cronologica:
Terminati dunque i lavori in pochi anni il convento fu donato alla comunità francescana dei frati minori osservanti, presumibilmente nel 1470. Questi ultimi lo abitarono con tutta probabilità fino alla sua definitiva sconsacrazione nel 1799, anno dell'arrivo in Italia dei giacobini; nondimeno, pochissime sono le raffigurazioni artistiche, realizzate nel corso dei secoli, che possano testimoniare l'originario aspetto della struttura religiosa: si può affermare con una certa sicurezza, tuttavia, che l'ente religioso dovesse apparire modesto nelle architetture, proprio in virtù del voto di povertà fatto dai francescani che lo abitarono. Seguendo sempre la testimonianza dello Zamboni, egli commenta la situazione del convento ghedese, sullo scorcio della seconda metà del Settecento ed afferma:
(Relazione del solenne ingresso del rev arciprete Giuseppe Teboldi, p. XXI, Brescia, 1770)

### Tra Quattrocento e Cinquecento

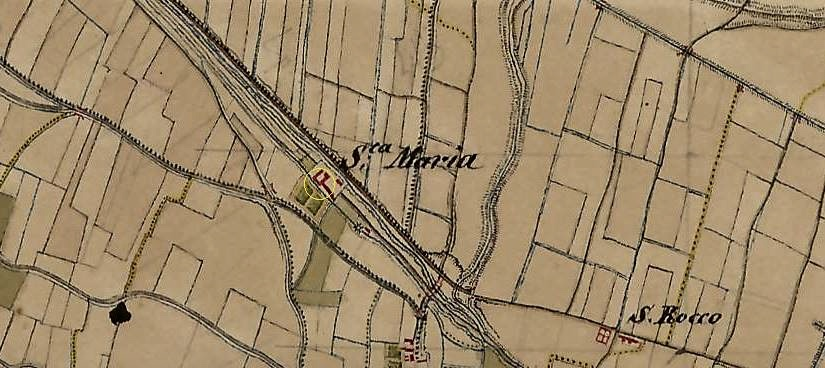
La posizione del convento nella mappa ottocentesca del paese; si può anche notare la planimetria degli edifici prima del loro definitivo crollo.

Dal 1474 al 1479, inoltre, una piccola comunità di frati capriolanti, così denominati dal nome del loro esponente Pietro Caperoli, si stanziò nel convento ghedese e riuscì con le capacità oratorie e persuasive dello stesso Caperoli ad attirare sotto la propria influenza i monasteri di Isola di Garda e di S. Bernardino di Brescia. Tutto ciò venne compiuto con il fine di creare una comunità religiosa indipendente. Tale opera di scissione fu approvata più o meno apertamente anche dal padre francescano Sanson da Brescia, dall'allora doge veneto ed anche da papa Sisto IV, sia in una lettera apostolica del 1477 che in una bolla papale, chiamata "Circam felicem statum". Nonostante questo coraggioso progetto riformistico avesse praticamente portato alla costituzione di una provincia autonoma ed a sé stante, alla morte del Caprioli nel 1479 i conventi interessati tornarono sotto la competenza della città madre, Brescia: infatti nel febbraio dello stesso anno, con un decreto ufficiale, i cosiddetti Capriolanti furono riammessi nell'ordine degli Osservanti. L'importanza del sito religioso è ribadita anche dalla scelta da parte di Niccolò Orsini, allora capitano generale di terraferma della repubblica di Venezia, conte di Pitigliano e di Nola, di farsi seppellire nella chiesa del convento; il nobile aveva infatti scelto Ghedi come luogo in cui compiere le mostre annuali delle proprie truppe, tanto da fare approntare nel paese una dimora signorile in cui abitare stabilmente. Egli si fece inoltre costruire un monumento funebre in marmo da collocare nella chiesa conventuale, in corrispondenza dell'altare dedicato a sant'Antonio Abate, uno dei sette ospitati dall'edificio chiesastico; il mausoleo, tuttavia, ospitò infine il corpo del figlio Chiappino Orsini; infatti la salma del condottiero, in seguito alla sua morte improvvisa durante gli eventi della lega di Cambrai, fu traslata a Venezia per volontà degli eredi e portata solo in seguito a Pitigliano. Ulteriore testimonianza che coinvolse direttamente il convento fu la visita apostolica, compiuta nel 1580, dall'arcivescovo e cardinale milanese Carlo Borromeo; in una relazione, stilata proprio in occasione di tale evento, così viene descritto il sito religioso e la chiesa annessa:
(Atti della Visita apostolica di San Carlo Borromeo, 1580, Brescia)

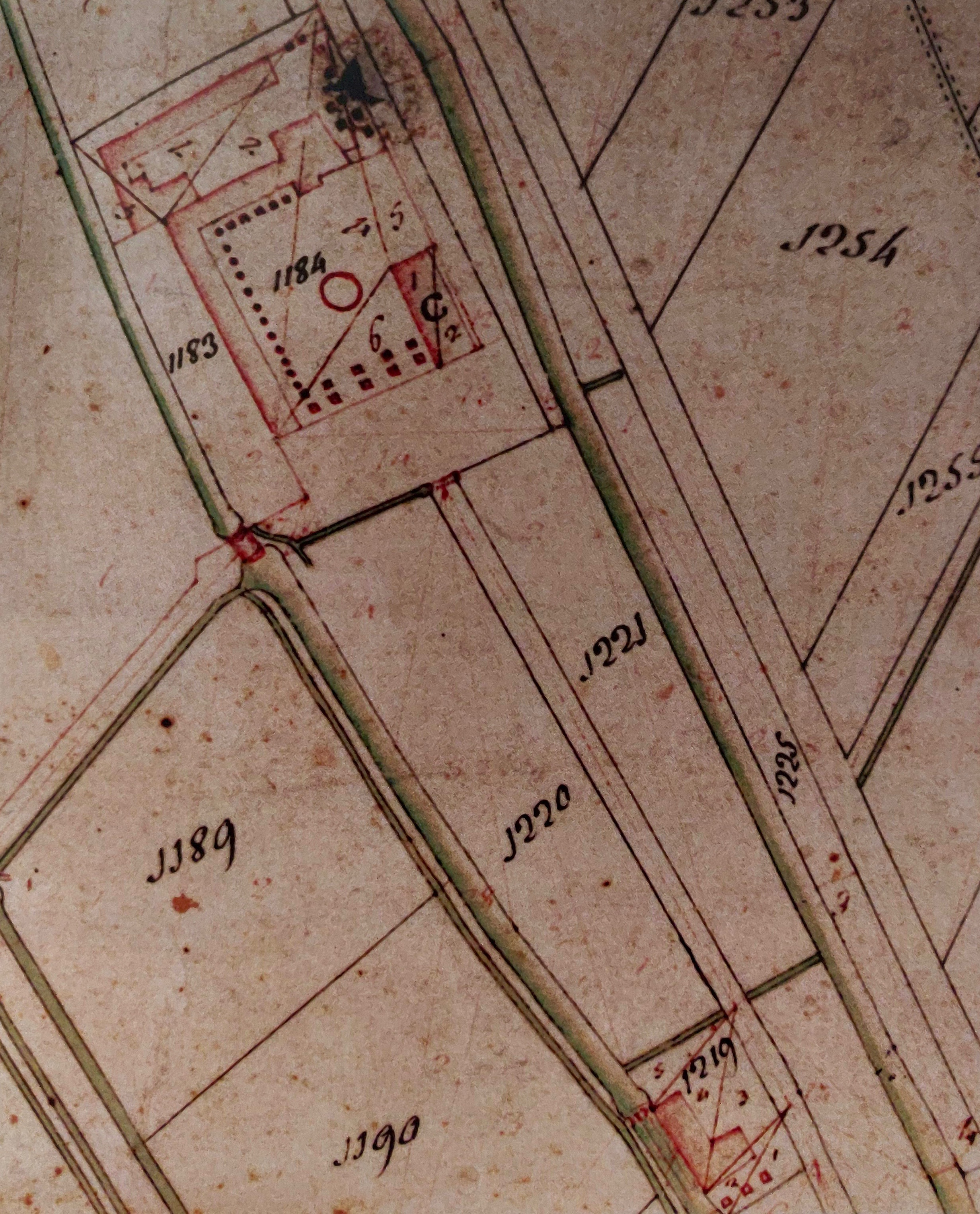
Rilievo planimetrico del 1809 o 1810 che evidenzia la situazione dei fabbricati del convento.

Nonostante l'indiscussa rilevanza del convento ghedese nell'allora contesto della provincia bresciana, il padre francescano Francesco Gonzaga, nel 1587, descrivendo i vari monasteri francescani del territorio, così illustra la situazione del sito religioso ghedese:
(Padre A. Mosconi, Lombardia Francescana, Milano, 1990, p.110)
Lo stesso convento francescano, peraltro, fu testimone di un omicidio menzionato anche nei diari dei Bianchi, una famiglia di banchieri ghedesi, avvenuto in data 28 settembre 1628, quando:
Una simile testimonianza va contestualizzata in virtù della posizione di Ghedi nel territorio della bassa bresciana: sin dalla preistoria, infatti, esso fu sostanzialmente costituito da paludi ed acquitrini salmastri; alla luce di questa conformazione territoriale, la zona poteva appunto risultarne insalubre ed anche causare, come nel caso riportato, morti per la stessa aria malsana del luogo. 
Al tempo dell'epidemia di peste del 1630, inoltre, alcuni rogiti testamentari raccolti dai notai locali testimoniano come il convento ospitasse entro i suoi fabbricati un lazzaretto: il reverendo don Marco Spagnoletti, allora arciprete in carica, non volle abbandonare i suoi fedeli e parrocchiani nell'affrontare l'emergenza della malattia, tanto che morì di peste il 26 agosto, dettando le sue volontà testamentarie dalla finestra della sua casa nel castello del paese.

### Trasformazioni architettoniche e nascita della confraternita

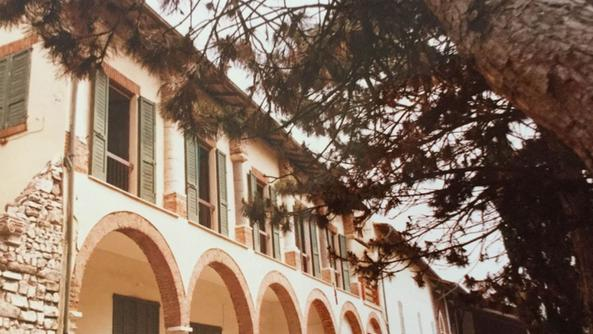
Uno scorcio dell'attuale cascinale ed ex convento quattrocentesco

Nel corso dei secoli, comunque, il complesso di fabbricati dovette subire diversi rimaneggiamenti: infatti, benché archivi o documenti del tempo siano andati quasi del tutto perduti, lo Zamboni cita nel 1770 l'esistenza di due chiostri, nonostante nella sua prima edificazione il convento ne fosse provvisto di uno soltanto. Oltre ai già citati chiostri, un documento del notaio ghedese Giuseppe Gadaldi menziona come i frati minori stessero facendo ricostruire la chiesa, in data 5 dicembre 1743: di questi interventi restano tuttora visibili tracce anche nell'edificio della cascina, nella fattispecie osservando i pilastri del presbiterio e il catino absidale.
Questi rinnovamenti architettonici testimoniano un'importanza sempre maggiore del convento nel contesto della provincia di Brescia, anche solo da un punto di vista puramente numerico: si passava infatti dai sei sacerdoti e tre conversi del 1580, ai sette religiosi e cinque laici del 1708, ai dieci sacerdoti e cinque laici professi ed un terziario del 1722, agli undici sacerdoti, un chierico e sei laici terziari del 1756. Ebbe infatti speciale importanza nel convento, specie in quegli anni, la cosiddetta confraternita del Perdon d'Assisi, eretta per concessione ducale di Pietro Grimani in data 13 febbraio 1747, peraltro dotata di molti privilegi e indulgenze. Questa confraternita ha sempre mantenuto vivo in Ghedi il culto di Francesco d'Assisi.

### La definitiva decadenza

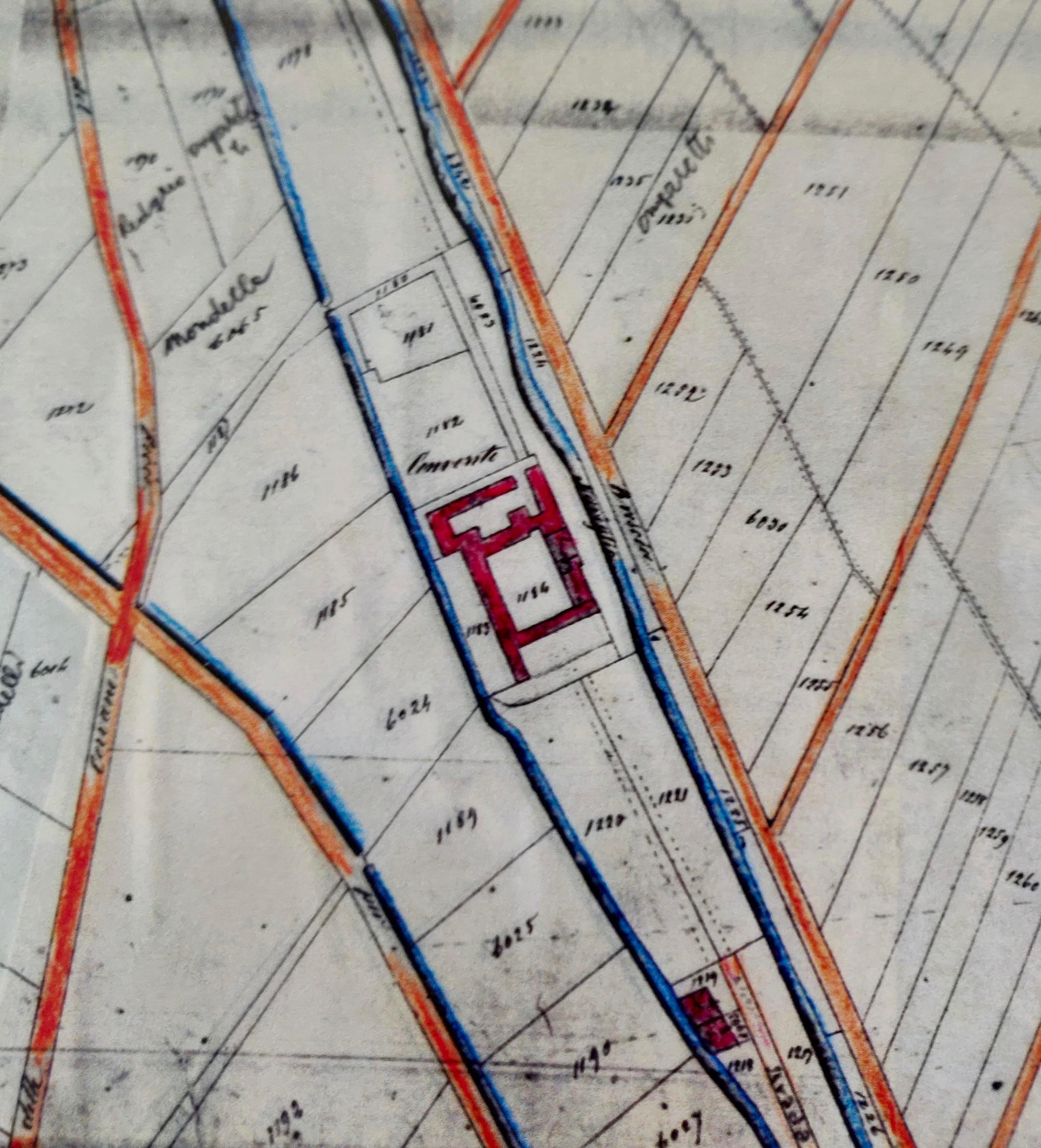
La situazione planimetrica del 1852, evidenziata dal catasto austriaco, mostra ancora tutti i fabbricati integri

A seguito del trattato di Campoformio la repubblica di Venezia cessò di esistere e la successiva repubblica Cisalpina, per sostenere l'ingente somma di campagne militari promosse all'epoca, decretò la soppressione e la confisca di tutti i monasteri nel suo territorio, oltre che la vendita all'asta degli immobili e dei medesimi siti religiosi: tale sorte toccò, dopo più di tre secoli d'attività, alla comunità francescana di Ghedi. Molte mobilie ed opere artistiche furono dunque acquistate da altre comunità religiose, altre invece furono cedute gratuitamente, come nel caso del monastero di Pralboino; il più fu tuttavia acquistato dal nobile Ottavio Mondella entro il 25 luglio 1800. 
Nel 1838 fu proprio quest'ultimo a donare il monumento funebre di Nicolò Orsini ai musei d'arte civica di Brescia, in seguito museo di Santa Giulia, trovando definitiva collocazione nel coro delle monache verso la fine dell'Ottocento, come testimoniato da alcune foto d'epoca. Successivamente fu disposta la demolizione delle cappelle laterali della chiesa, risparmiando solo la navata centrale, di cui restano segni evidenti nell'edificio della cascina; ciò che sopravvisse del convento fu invece adibito ad abitazione privata come casa colonica. Anche i chiostri ed i restanti fabbricati del complesso sono andati perduti e per giunta senza alcuna documentazione: tra un catasto napoleonico effettuato nel 1810, in cui la planimetria risulta piuttosto complessa, i rilievi del 1852 ed infine quelli del 1895, risulta infatti evidente come l'incuria e l'abbandono del complesso ne abbiano determinato un precoce deterioramento.
L'area dell'ex convento, dalla seconda metà del Novecento abbandonata a sé stessa, è stata oggetto di un dibattito tra gli attuali proprietari del cascinale e la comunità ghedese: infatti il terreno della Santa Maria, di proprietà privata, voleva nel 2016 essere destinato alla costruzione di un centro commerciale, con la conseguente demolizione di ampi tratti della cinta muraria quattrocentesca. Tuttavia, l'amministrazione comunale ed i proprietari del sito hanno incontrato l'opposizione della cittadinanza e di diverse associazioni culturali locali, queste ultime sostenitrici dell'importanza storica e culturale del recinto murario. A seguito del ricorso presentato presso il tribunale amministrativo regionale per contrastare la cessione dell'appezzamento, l'area interessata è effettivamente scampata a tale sorte, ma risulta da allora versare in uno stato di incuria e di generale abbandono.